# Londoner Botschafterkonferenz (1912–1913)
Bei der Londoner Botschafterkonferenz trafen sich die Gesandten der sechs europäischen Großmächte Russland, Österreich-Ungarn, Italien, Deutschland, Frankreich und Großbritannien, um zwischen dem Balkanbund und dem Osmanischen Reich zu vermitteln. Vor allem ging es um die Zukunft Albaniens. Die Konferenz begann im September 1912 unter dem Vorsitz von Sir Edward Grey im St James’s Palace und dauerte bis zum 23. Januar 1913.
Am 28. November 1912 hatten albanische Patrioten nach einer Serie von Revolten gegen die osmanische Herrschaft die Unabhängigkeit ihres Landes ausgerufen. Zum Zankapfel der Konferenz entwickelte sich die Situation in Makedonien, wo sich serbische, bulgarische und griechische Interessen überschnitten. Am 16. Dezember 1912 wurde die Loslösung Albaniens vom Osmanischen Reich von Europas Großmächten anerkannt.
Bei einer weiteren Sitzung am 30. Mai 1913 wurde der Londoner Vertrag unterzeichnet, bei der das Osmanische Reich auf alle Gebiete westlich der Linie Enoz-Midia verzichtete. Am 29. Juli 1913 wurde das Fürstentum Albanien formal anerkannt. Ebenso akzeptierten die Großmächte die Souveränität Griechenlands über den annektierten Freistaat Ikaria.
Bestrebungen, die schwierige Situation auf dem Balkan im Verhandlungswege auf Dauer zu lösen, scheiterten bei dieser Botschafterkonferenz. Zwar kam es nach dem Ersten Balkankrieg unter Vermittlung der Großmächte zum Londoner Vertrag. Das Osmanische Reich verlor hierbei weitere Teile seines europäischen Besitzes. Doch schon kurze Zeit nach Vertragsschluss brach der Zweite Balkankrieg aus.
Kurz nach dem Beginn des Ersten Weltkriegs gab die britische Regierung ihre Position bezüglich Albanien auf. Für London war es wichtiger, Italien auf die Seite der Triple Entente im Weltkrieg zu ziehen. Im Pakt von London des Jahres 1915 sicherte die britische Regierung Italien zu, Albanien in ein italienisches Protektorat umzuwandeln.